# Roger Vercamer
Roger Vercamer (Oostrozebeke, 10 maart 1924 - 13 november 1991) was een Belgisch politicus. Beroepshalve was hij handelaar in veevoeders, aardappelen en landbouwproducten.
Hij was burgemeester van de gemeente Vinkt van 1959 tot 1970. Sinds 1977 is Vinkt een deelgemeente van de stad Deinze.
Zijn vader Remi Vercamer (1878-1957) was schepen in Vinkt van 1944 tot 1952. Roger Vercamer is de vader van de CD&V-er Alexander Vercamer, sinds 1985 bestendig afgevaardigde in de provincie Oost-Vlaanderen. Diens broer Stefaan Vercamer is federaal volksvertegenwoordiger, eveneens voor de CD&V.